# Michelle Giroux
Michelle Giroux (nacida en 1976) es una actriz canadiense de teatro, televisión y cine cuyos créditos incluyen numerosas producciones en el Festival de Shakespeare de Stratford durante catorce temporadas.

## Papeles en teatro
Al graduarse de la escuela secundaria en Toronto, Giroux fue aceptada como estudiante de actuación en la Escuela Nacional de Teatro de Canadá. En su tercer año, el crítico de teatro Pat Donnelly la presentó entre otros artistas como uno de los "a los que hay que mirar" en la Gaceta de Montreal. Poco después de graduarse, se unió a la compañía de actuación del Festival de Stratford en 1997. Más tarde sería llamada "uno de los mejores jóvenes talentos de Stratford", en el libro de Martin Hunter sobre el Festival.
En Romancing the Bard: Stratford at Fifty, Martin Hunter escribe:

Michelle Giroux ha mostrado una aptitud particular para las jovenes mujeres deliberadas, ingeniosas y elegantes young women en sus interpretaciones de Lady Teazle en The School for Scandal,  Gwendolyn en La importancia de llamarse Ernesto, y Olivia en Noche de reyes.

Sus papeles destacados incluyen la producción de 1998 de El avaro junto a William Hutt, que también se presentó en el New York City Center, Lady Teazle en una producción de 2001 de The School for Scandal junto a Brian Bedford, que se presentó en el Teatro Shakespeare de Chicago, una producción de 2003 de Present Laughter de Noël Coward, una producción de 2005 de Los hermanos Karamazov, así como Julia en una producción de 2007 de Un delicado equilibrio de Edward Albee. Otros créditos de Stratford incluyen a Nina en La gaviota, Portia en El mercader de Venecia, Elvira en Un espíritu burlón, Jean-Louise en Matar un ruiseñor, Isabella en Eduardo II, Mary Robinson en The Swanne III, Helena en El sueño de una noche de verano, Rosaline en Trabajos de amor perdidos, Joan La Pucelle en Enrique VI, Lydia en Orgullo y prejuicio y Althia McLaren en Front Page.
Sus créditos teatrales fuera de Stratford incluyen protagonizar Trout Stanley de Claudia Dey en el Factory Theatre, Tryst de Karoline Leach y Same Time Next Year junto a RH Thomson en el Segal Centre for Performing Arts de Montreal, una adaptación de El misántropo y The Oxford Room Climbers' Rebellion en el Tarragon Theatre y The Winter's Tale, Measure for Measure y Portia (nominación a Dora) en Julio César con Groundling Theatre Company.

## Roles en lapantalla
En 2009, Giroux estudió en la clase inaugural de actuación en el Canadian Film Center. Entre sus profesores estuvieron Norman Jewison, Sarah Polley, Kiefer Sutherland y Patricia Rozema. En 2013, Giroux protagonizó su primer largometraje, Blood Pressure, dirigida por Sean Garrity. Fue nominada en 2014 a la mejor actriz por los Críticos de Cine de Vancouver por su actuación.

### Filmografía
| Año  | Título                      | Papel                | Notas                         |
| ---- | --------------------------- | -------------------- | ----------------------------- |
| 2010 | She Said Lenny              | Ellen                | Cortometraje                  |
| 2010 | Impossible                  | Narrador (voz)       | Cortometraje                  |
| 2011 | Murdoch Mysteries           | Sarah Conolly Forbes | Episodio: "Tattered and Torn" |
| 2011 | John A.: Birth of a Country | Isabella             | Película de televisión        |
| 2011 | Flashpoint                  | Miranda Collins      | Episodio: "Day Game"          |
| 2012 | The L.A. Complex            | Samantha             | Episodio: "Down in L.A."      |
| 2012 | King                        | Wendy Stetler        | Episodio: "Wendy Stetler"     |
| 2013 | Blood Pressure              | Nicole               | Película de cine              |
| 2017 | Black Mirror                | Profesora de inglés  | Episodio: "Arkangel"          |
| 2020 | Life in a Year              | Amanda               | Película de cine              |
| 2022 | Delia's Gone                | Helena               | Película de cine              |
| 2023 | BlackBerry                  | Dara Frankel         | Película de cine              |

## Vida personal
Residente de Toronto, se casó con su colega de Stratford, Graham Abbey, en agosto de 2008.